# Кобаясі Хіромі (синхронна плавчиня)
Кобаясі Хіромі (26 вересня 1984) — японська синхронна плавчиня.
Учасниця Олімпійських Ігор 2008 року. Срібна медалістка Чемпіонату світу з водних видів спорту 2005 року в змаганнях груп і комбінації.